# Traité entre Joseon et les États-Unis de 1882
Le traité entre Joseon et les États-Unis de 1882, littéralement traité de paix, d'amitié, de commerce et de navigation (hangeul : 조·미수호통상조약 ; hanja : 朝美修好通商條約), aussi connu sous le nom de traité Shufeldt, est un traité entre la Corée de Joseon et les États-Unis, signé le 22 mai 1882 à Incheon,.
Ce traité inégal sert de modèle aux autres traités que le pays va signer par la suite avec des puissances occidentales.

## Histoire
En 1876, la Corée conclut un traité commercial avec le Japon après que des navires japonais se sont approchés de Ganghwado et ont menacé de tirer sur la capitale coréenne. Les négociations du traité avec les États-Unis et plusieurs pays européens ont été rendues possibles par l'achèvement de cette première ouverture japonaise.
Les négociations avec les Qing ont été un élément important du processus qui a abouti à ce traité,,. Les Chinois ont joué un rôle important dans la négociation du traité, bien que la Corée ait été un pays indépendant à l'époque, ce qui a été explicitement mentionné dans le traité.